# 1722
سنة 1722 كانت سنة بسيطة تبدأ يوم الخميس (الرابط يظهر نموذج التقويم الكامل للسنة) من التقويم الميلادي، وسنة بسيطة تبدأ يوم الإثنين من التقويم اليولياني.

## أحداث
- تأسيس مدينة الناظور وتقع حاليا في المغرب.
- بداية حرب الأب رال في 25 يوليو 1722 والتي انتهت في 15 ديسمبر 1725.
- بداية الحرب الروسية الفارسية في 18 يونيو 1722 والتي انتهت في 12 سبتمبر 1723.
- اغتيال التاجر والدبلوماسي اليهودي المغربي إبراهام معيمران.

## مواليد
- صاموئيل آدامز

## وفيات
- آنا كريستينا من زولتسباخ
- إستين روجر
- إليزابيث شارلوت من بالاتينات كاتبة ألمانية
- بارتولوميو روبرتس بحّار من المملكة المتحدة
- باسكوالي روسي رسام إيطالي
- توشيا ماساناو ساموراي ياباني
- جون تشرشل (دوق مارلبورو الأول)
- عبدي باشا (والي الأناضول) سياسي عثماني
- فتح علي خان الداغستاني صدر أعظم صفوي
- قره محمد باشا سياسي عثماني
- كانغ شي
- محمد بن الطيب العلمي مؤرخ مغربي
- هندريك بيكر
- هنري دي بولانفلييه
- يوهان جاكوب باش
- يوهان جورج بيك فنان ألماني